# Liste der Stolpersteine in Meldorf

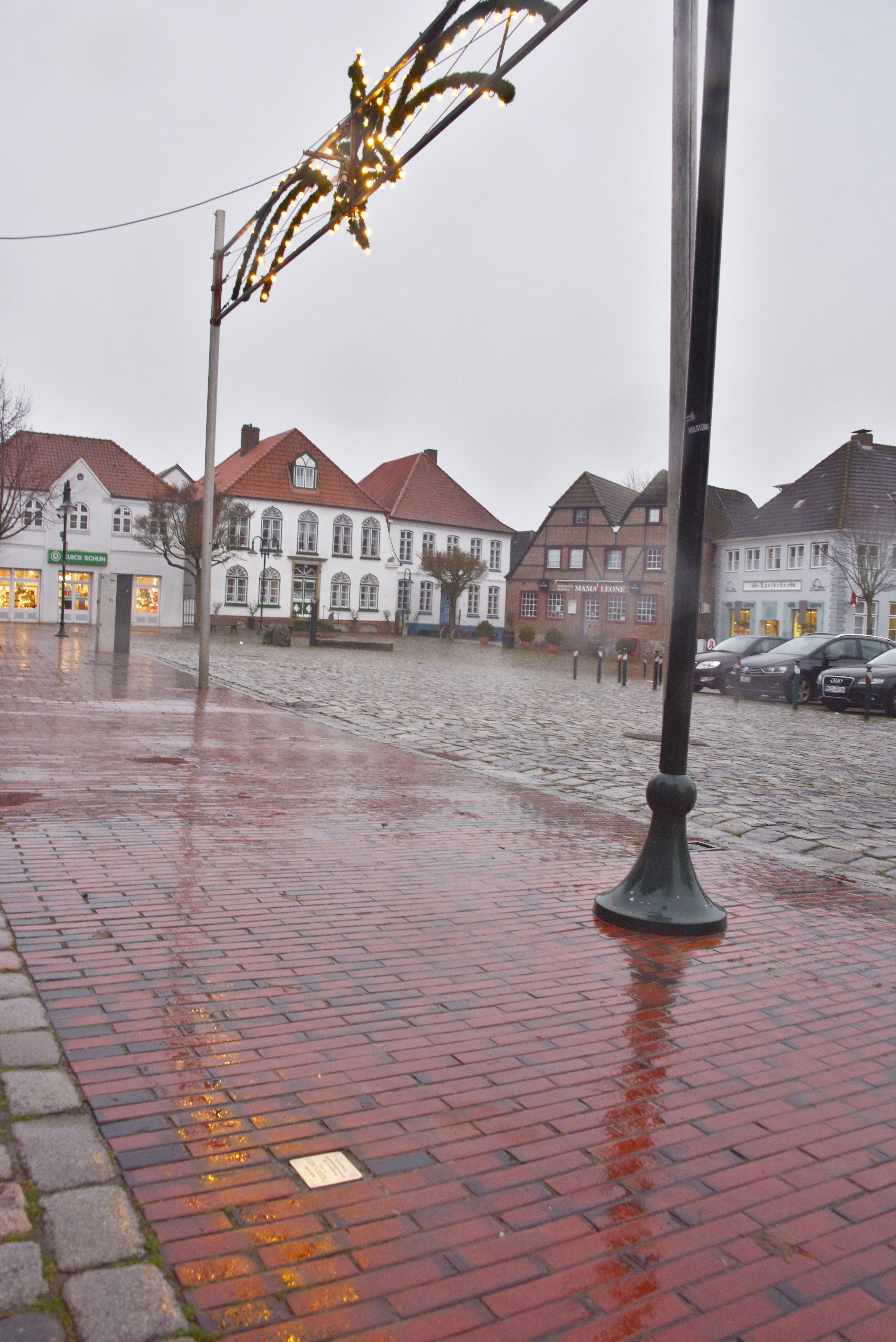
Stolperstein Südermarkt 2

Die Liste der Stolpersteine in Meldorf enthält alle Stolpersteine, die im Rahmen des gleichnamigen Projekts von Gunter Demnig in Meldorf verlegt wurden. Mit ihnen soll an Opfer des Nationalsozialismus erinnert werden, die in Meldorf lebten und wirkten.

## Verlegte Stolpersteine
In Meldorf wurden bisher vier Stolpersteine an vier Adressen verlegt.
| Stolperstein | Übersetzung | Verlegort         | Name, Leben                                                                              |
| ------------ | --- | ----------------- | ---------------------------------------------------------------------------------------- |
|              | HIER WOHNTE ANTJE HINRICHS JG. 1940 EINGEWIESEN 27.9.1943 ALSTERDORFER ANSTALTEN 'VERLEGT' 28.6.1944 'KINDERFACHABTEILUNG' ROTHENBURGSORT, HAMBURG ERMORDET 27.10.1944 | Grabenstraße 4 ·  | Antje Hinrichs (1940–1944), in Hamburg wurde ebenfalls ein Stolperstein für sie verlegt. |
|              | HIER GEBOREN HEINKE HOFFMANN JG. 1939 EINGEWIESEN 31.10.1941 'KINDERFACHABTEILUNG' ROTHENBURGSORT, HAMBURG ERMORDET 7.11.1941                                          | Österstraße 6 ·   | Heinke Hoffmann (1939–1941)                                                              |
|              | HIER LEBTE FRIEDRICH JANSEN JG. 1883 ERSCHOSSEN VOM NSDAP-BÜRGERMEISTER TOT 15.5.1945                                                                                  | Südermarkt 2 ·    | Friedrich Jansen (1883–1945)                                                             |
|              | HIER WOHNTE JOHANN WILHELM JASPER JG. 1898 IM WIDERSTAND VERHAFTET 28.2.1933 HINGERICHTET 29.9.1934 IN HAMBURG                                                         | Marschstraße 37 · | Johann Wilhelm Jasper (1898–1934)                                                        |

## Verlegedaten
- 8. August 2008: Marschstraße 37, Südermarkt 2
- 2. Dezember 2015: Grabenstraße 4, Österstraße 6